# Die Soldaten
Die Soldaten (I Soldati) è un'opera in quattro atti in tedesco di Bernd Alois Zimmermann, basata sull'opera teatrale del 1776 di Jakob Michael Reinhold Lenz. In una lettera che accompagna la sua commedia appena stampata (23 luglio 1776, 24 anni) che inviò al suo migliore amico, il filosofo tedesco Johann Gottfried von Herder, Lenz si definì "un enigma anche per i suoi amici più preziosi", mentre diceva della commedia: "Qui, nelle tue mani sante, il pezzo che porta con sé metà della mia esistenza. [Le idee che contiene sono] vere e rimarranno tali, anche se secoli potranno passare con disprezzo sul mio cranio".
Zimmermann scrisse e revisionò la propria opera in varie fasi tra il 1957 e il 1964; fu presentata in anteprima nel 1965 e dedicata a Hans Rosbaud. Lo stesso Zimmermann adattò fedelmente la commedia al libretto, le uniche modifiche al testo furono ripetizioni e piccoli tagli. È l'unica opera completa del compositore ed è considerata un'opera importante della seconda metà del XX secolo.

## Composizione
Die Soldaten nacque su commissione dell'Opera di Colonia e Zimmermann iniziò i lavori nel 1957.
La sua idea originale era quella di presentare l'opera su dodici palchi intorno al pubblico, che sarebbe stato seduto su sedie girevoli. Dopo aver esaminato una prima versione con la partitura di questa idea, tuttavia, i funzionari di Colonia, incluso Wolfgang Sawallisch, avvisarono Zimmermann che sarebbe stato impossibile realizzarlo: "unaufführbar" (non eseguibile).
Nel 1963 Zimmermann completò una Vokal-Sinfonie (Sinfonia Corale) utilizzando musica per l'opera coerente con l'idea originale, per dimostrare in concerto che la musica poteva effettivamente essere suonata. Tuttavia non continuò nel completamento di una versione dell'opera coerente con l'idea originale, come presentata sotto forma di bozza a Sawallisch e agli altri funzionari, secondo la sua vedova. Invece, dal 1963 al 1964, durante una visita di studio a Villa Massimo a Roma, Zimmermann rivide la sua composizione nella versione che conosciamo oggi per poter farla eseguire. La première seguì l'anno successivo.

## Storia dell'esecuzione
La WDR (Westdeutscher Rundfunk) trasmise scene da Die Soldaten nel 1963, ma la prima rappresentazione messa in scena, con le forze dell'Opera di Colonia dirette da Michael Gielen, non ebbe luogo fino al 15 febbraio 1965, dopo che Zimmermann ebbe completato le revisioni della partitura nel 1964. La WDR documentò l'avvenimento con una registrazione, realizzata nelle sessioni del 21 e 22 febbraio e del 2 e 3 marzo nel suo studio principale. Nel 1969 Gielen diresse anche la prima esecuzione di successo dell'Opera di Stato della Baviera a Monaco.
La prima esecuzione britannica avvenne durante il Festival di Edimburgo del 1972, quando la compagnia Deutsche Oper am Rhein portò una produzione del 1971 a Düsseldorf al King's Theatre. L'opera non raggiunse Londra fino al novembre 1996, in una messa in scena dalla English National Opera con Jon Garrison come Desportes. La prima americana fu il 7 febbraio 1982 all'Opera Company di Boston diretta da Sarah Caldwell. Die Soldaten arrivò a New York nel 1991 in una produzione della New York City Opera sotto la direzione di Christopher Keene.
Nel 1988 e nel 1989 Bernhard Kontarsky diresse le performance di Stoccarda e le sessioni di registrazione dell'opera completa, con Nancy Shade nei panni di Marie. Queste hanno prodotto un set di CD Teldec e, molto più tardi, un DVD Arthaus.
La Semperoper di Dresda diede l'opera per la prima volta nel 1995 in una celebre messa in scena con colori primari di Willy Decker. La prima giapponese, che ebbe luogo al Nuovo teatro nazionale di Tokyo nel maggio 2008, diretta da Hiroshi Wakasugi l'anno prima di morire, utilizzò questa messa in scena di Decker; Wakasugi era stato direttore permanente della Semperoper dal 1982 al 1991 e aveva registrato l'originale Vokal-Sinfonie "Die Soldaten" für 6 Gesangs-Solisten und Orchester (1963) di Zimmermann, con le forze della WDR, a Londra, nel 1978.
L'opera ricevette un'acclamata produzione "da capannone" al festival tedesco Ruhrtriennale di Bochum nel 2006, con la regia di David Pountney e la direzione di Steven Sloane. Questa fu filmata e pubblicata come DVD e nel 2008 fu montata con successo a New York presso il Park Avenue Armory come parte del Lincoln Center Festival.
Die Soldaten fu eseguito per la prima volta al Festival di Salisburgo il 20 agosto 2012, con la Filarmonica di Vienna diretta da Ingo Metzmacher. Un anno dopo fu messa in scena da Calixto Bieito all'Opernhaus di Zurigo; Marc Albrecht diresse, con Susanne Elmark nei panni di Marie e Peter Hoare che riprese il ruolo di Desportes che aveva cantato a Bochum, Tokyo e New York. La stessa produzione andò in scena alla Komische Oper di Berlino nel 2014, sempre con Susanne Elmark nel ruolo di Marie, diretta da Gabriel Feltz.
Il 25 maggio 2014 l'opera tornò alla Bavarian State Opera di Monaco in una messa in scena di Andreas Kriegenburg diretta da Kirill Petrenko con Barbara Hannigan nel ruolo di Marie. Lo spettacolo fu trasmesso in streaming in diretta su Internet il 31 maggio 2014.
La prima latinoamericana avvenne nel luglio 2016, con il plauso della critica, in una nuova produzione del Teatro Colón, diretta da Baldur Brönnimann, con la regia di Pablo Maritano. La sua quinta e ultima esibizione fu trasmessa in live streaming, con Susanne Elmark nel ruolo di Marie.
Susanne Elmark è attualmente la cantante che ha cantato più volte Marie, in particolare nel marzo 2018 all'Staatstheater Nürnberg, messa in scena da Peter Konwitschny e nel maggio 2018 al Teatro Real di Madrid, nella ripresa della messa in scena di Calixto Bieito, diretta da Pablo Heras-Casado. Il centenario di Zimmermann fu celebrato anche a Colonia con una produzione ideata da Carlus Padrissa con la compagnia La Fura dels Baus, nell'aprile 2018.

## Ruoli
| Ruolo                                           | Registro vocale            | Cast della prima, 15 febbraio 1965 Direttore: Michael Gielen |
| ----------------------------------------------- | -------------------------- | ------------------------------------------------------------ |
| Wesener, un commerciante di Lilla               | basso                      | Zoltán Kelemen                                               |
| Marie, sua figlia                               | soprano                    | Edith Gabry                                                  |
| Charlotte, sua figlia                           | mezzosoprano               | Helga Jenckel                                                |
| Vecchia madre di Wesener                        | contralto                  | Maura Moreira                                                |
| Stolzius, un mercante di Armentières            | baritono                   | Claudio Nicolai                                              |
| Madre di Stolzius                               | contralto                  | Elisabeth Schärtel                                           |
| Obrist (colonnello), Graf (conte) von Spannheim | basso                      | Erich Winckelmann                                            |
| Desportes, un nobile francese                   | tenore                     | Anton de Ridder                                              |
| Capitano Haudy                                  | baritono                   | Gerd Nienstedt                                               |
| Capitano Mary                                   | baritono                   | Camillo Meghor                                               |
| Capitano Pirzel                                 | tenore acuto               | Albert Weikenmeier                                           |
| Padre Eisenhardt, un cappellano militare        | baritono                   | Heiner Horn                                                  |
| Tre giovani ufficiali                           | tenori                     | Norman Paige, Hubert Möhler, Heribert Steinbach              |
| Gräfin de la Roche (Contessa)                   | mezzosoprano               | Liane Synek                                                  |
| Figlio di Gräfin de la Roche (Giovane Conte)    | tenore                     | Willi Brokmeier                                              |
| Serva di Gräfin de la Roche                     | sprechgesang               |                                                              |
| Giovane guardiacaccia di Desportes              | sprechgesang               |                                                              |
| Cameriera andalusa                              | danzatrice                 |                                                              |
| Madame Roux, proprietaria del caffè             | ruolo muto                 |                                                              |
| Funzionari, ufficiali, capitani                 | ruoli muti                 |                                                              |
| 18 ufficiali e guardiamarina                    | sprechgesang e percussioni |                                                              |

## Trama
LuogoLilla e dintorni di Armentières nelle Fiandre francesi.
Periodo(Zimmermann) "Ieri, oggi e domani."

### Atto 1
Preludio
Scena 1 (Strofe): Marie si è trasferita da Armentières a Lilla con suo padre Wesener, un mercante di articoli di fantasia. Scrive una lettera alla madre del suo fidanzato, Stolzius, un giovane drappista di Armentières, mentre sua sorella Charlotte fa il ricamo. Aria di Charlotte: Herz, kleines Ding, uns zu quälen. Scoppia una discussione tra le sorelle, con Charlotte sprezzante dell'amore di Marie per Stolzius.
Scena 2 (Ciaccona I): Stolzius è innamorato di Marie fin dalla sua partenza per Lilla, ma si fa coraggio quando sua madre gli porta una lettera.
Scena 3 (Ricercari I): Desportes è un nobile francese dell'Hainaut e uno dei clienti di Wesener. Corteggia la popolana Marie e conquista il suo affetto. Il padre, però, le vieta di andare con lui a teatro: per un cittadino comune accompagnare un ufficiale in pubblico danneggerebbe il buon nome della famiglia.
Scena 4 (Toccata I): Nelle trincee di Armentières gli ufficiali discutono con padre Eisenhardt i relativi meriti della commedia. Il capitano Haudy, uno degli ufficiali, ritiene che abbia più valore di un sermone. Eisenhardt sostiene che la commedia mina il senso di ciò che è giusto da parte dei soldati: la loro morale dissoluta ha già portato miseria a innumerevoli giovani donne. Haudy ribatte con l'argomento, "una volta una puttana, sempre una puttana". No, risponde Eisenhardt, una puttana non sarebbe mai una puttana se non fosse costretta a diventarlo.
Scena 5 (Notturno I): Wesener consiglia a sua figlia di essere cauta nei suoi rapporti con Desportes, anche se nasconde segretamente la speranza che lei possa sposare il giovane aristocratico. Nel frattempo, dice, non sarebbe saggio rinunciare del tutto a Stolzius. Mentre si addensano nuvole temporalesche, Marie diventa ansiosa per ciò che la attende e il dilemma si fa strada nel suo cuore.

### Atto 2
Scena 1 (Toccata II): Gli ufficiali discutono di politica e di Stolzius e filosofeggiano, al caffè Armentières, di proprietà di Madame Roux. Quando il colonnello e Eisenhardt se ne vanno, inizia una danza jazz (Rondeau à la marche), guidata dalla cameriera andalusa: O Angst! Tausendfach Leben... Götter wir sind! Dopo cinque distici, questo si interrompe al ritorno del colonnello e di Eisenhardt con Haudy. Stolzius arriva e gli ufficiali fanno osservazioni insinuanti sulla relazione di Marie con Desportes. Tumulto.
Intermezzo
Scena 2 (Capriccio, Corale e Ciacona II): Marie ha ricevuto una lettera di rimprovero da Stolzius. La sta leggendo in lacrime quando Desportes entra. Le butta là con disprezzo una risposta brusca. La sua adulazione ha finalmente l'effetto desiderato: il suo posto accanto a Marie è raggiunto. Nella stanza accanto, l'anziana madre di Wesener canta la canzone popolare "Rösel aus Hennegay" con il suo verso profetico, Un giorno la tua croce verrà da te. Su un palco intramezzato compaiono, da una parte, Marie e Desportes come una coppia assorta in un gioco d'amore, e dall'altra, Stolzius e sua madre, che cerca di convincere il figlio che ha rotto il fidanzamento, che la "puttana da soldato", Marie, non era degna di lui. Ma Stolzius la difende e giura vendetta su Desportes.

### Atto 3
Scena 1 (Rondino): Una conversazione tra Eisenhardt e il capitano Pirzel, il cui strano comportamento è dipinto come il risultato della monotonia del servizio militare, rivela che il capitano Mary, un amico di Desportes, sarà trasferito da Armentières a Lilla.
Scena 2 (Rappresentazione): Per avvicinarsi a Marie, Stolzius offre al capitano Mary i suoi servizi come attendente.
Scena 3 (Ricercari II): Desportes ha lasciato Marie. Quando inizia ad accettare regali dal Capitano Mary, sua sorella Charlotte la definisce "ragazza da soldato". Marie afferma di essersi comportata in questo modo solo per avere notizie di Desportes. Il capitano Mary invita Marie e Charlotte a fare un giro; nessuno dei due riconosce l'identità del suo attendente Stolzius.
Romanza (Atto 3 Zwischenspiel (Intermezzo))
Scena 4 (Nocturno II): Gräfin de la Roche rimprovera suo figlio, il giovane conte, per il suo comportamento nei confronti di Marie. Gli consiglia di lasciare la città e, per proteggere Marie dalle avances di altri ufficiali, si dichiara disposto a prendere la ragazza in casa sua come compagna.
Scena 5 (Tropi): Gräfin va a cercare Marie a casa di Wesener. In presenza di Charlotte, fa la sua offerta, convincendo Marie che è l'unico modo in cui ora può salvare il suo onore. Trio: Ach, ihr Wünsche junger Jahre.

### Atto 4
Scena 1 (Toccata III): Ciò che il futuro riserva a Marie è un incubo vivente. Film I, II e III. Dopo aver rifiutato l'offerta di Gräfin per cercare di rinnovare il suo fidanzamento con Desportes, è ora sottoposta da Desportes alle attenzioni del suo giovane guardacaccia, che compie una brutale violenza sessuale. Disonorata e screditata, Marie vaga senza meta mentre Gräfin, il giovane conte, Wesener, Charlotte, Pirzel ed Eisenhardt la cercano.
Scena 2 (Ciaccona III): Il capitano Mary e Desportes stanno cenando. Stolzius, che li sta servendo, ascolta la loro conversazione e viene a sapere del destino di Marie. Passa a Desportes una ciotola di zuppa avvelenata e, prima di bere lui stesso un po' di zuppa, rivela trionfante la sua identità al morente Desportes. Stolzius muore.
Scena 3 (Notturno III): Mentre Eisenhardt canta il Pater noster, Marie, ora sprofondata al livello di un mendicante di strada, incontra suo padre e gli chiede l'elemosina. Wesener non la riconosce, ma, preoccupato per sua figlia, le dà dei soldi. Si unisce quindi a una processione infinita di soldati ridotti in schiavitù e caduti, a cui prendono parte anche gli ufficiali ubriachi. Il corteo costruisce una visione dell'Inferno: un umano viene violentato da un altro, l'individuo dalla coscienza collettiva e, in questo caso, dal potere dell'esercito.

## Scene e musica

### Messa in scena
Ancora oggi uno spettacolo teatrale di Die Soldaten richiede grandi mezzi a qualsiasi compagnia d'opera. Oltre ai sedici ruoli di canto e dieci parlati, richiede un'orchestra di cento elementi che coinvolge molti strumenti insoliti e pezzi di percussioni. Con la sua azione aperta, un gran numero di scene che a volte si sovrappongono o si susseguono simultaneamente (la seconda scena dell'atto 2, per esempio, o tutto l'atto 4), la sua struttura multimediale che incorpora schermi cinematografici, proiettori, registrazioni su nastro e altoparlanti, oltre agli effetti sonori della marcia, dei motori e delle urla, Die Soldaten, un'opera composta utilizzando le rigide regole della musica a dodici toni e che presenta un alto grado di complessità nonostante il suo attento design per il palcoscenico, è un'opera straordinariamente complicata, sia da mettere in scena che da guardare.
Ci sono numerosi ruoli non ortodossi in quest'opera, ma il più evidente è l'uso di una massa di sedie e tavoli sbattuti sul palco come strumenti a percussione. Questo viene eseguito da molti degli attori con ruoli che non cantano. Il compositore chiede anche 3 schermi cinematografici, 3 proiettori cinematografici e gruppi di altoparlanti sul palco e nell'auditorium.

### Strumentazione
L'orchestra è composta da:

#### Legni
- 4 flauti (tutti e 4 anche ottavini con il flauto 3 anche flauto contralto in sol)
- 3 oboi (anche oboe d'amore e l'oboe 3 anche corno inglese)
- 4 clarinetti in si bemolle (1, 3 e 4 anche clarinetti in la con clarinetto n. 3 anche clarinetto basso e clarinetto n.4 anche clarinetto mi bemolle)
- 3 fagotti (2 e 3 anche controfagotto)
- 1 sassofono contralto in mi bemolle

#### Ottoni
- 5 corni in fa (tutti i corni anche tube tenore in si bemolle, corno 5 inoltre anche tuba basso in fa)
- 4 trombe in do (trombe 1 e 2 anche in si bem. e fa e trombe 3 e 4 anche in si bem. e la così come tromba bassa in mi bem.)
- 4 tromboni (trombone 4 anche trombone contrabbasso)
- basso tuba (anche contrabbasso tuba)

#### Percussioni
9–10 suonatori:
1 suonatore: timpani (anche timpano piccolo)
8–9 suonatori:
- 3 crotali (mi bemolle, fa e sol)
- 3 crotali (alto, medio e basso)
- 3 piatti sospesi (differenti dimensioni)
- 1 hihat
- 3 piatti montati (differenti dimensioni)
- 4 gong
- 4 tamtam

- 1 tambourine
- 3 bongo (differenti dimensioni)
- 5 tom-tom (differenti dimensioni)
- 1 tumba (conga drum)
- 1 tamburo militare
- 4 rullanti
- 1 rumble pot (tamburo a frizione)
- 3 tamburi tenori
- 2 tamburi bassi (uno anche orizzontale)
- 5 triangoli (differenti dimensioni)
- campanaccio a mano

- 4 campanacci montati
- 1 set di bastoncini in acciaio
- 2 campane tubolari
- 3 sbarre di ferro sospese
- 1 frusta
- 1 set di castanets
- 1 set di clavette
- 2 coperchi in legno
- 3 fusti di legno (di dimensioni diverse)
- 1 güiro
- 1 paio di maracas
- 1 shaker
- 1 xilofono

- 1 marimba
- 1 vibrafono
- 1 glockenspiel

#### Tastiere
- 1 celesta
- 1 clavicembalo
- 1 piano
- 1 organo (2 organisti)

#### Archi
- 1 chitarra
- 2 arpe
- Strumenti ad arco (14.12.10.10.8)

##### Sul palco
I suonatori sul palco sono composti da 3 percussionisti e una jazz band di 3 musicisti.
I. 3 triangoli (registro acuto), 3 crotali (acuti), 2 bacinelle (acute), gong (piccolo), tamtam (piccolo), tamburo piccolo, tamburo militare, 2 bongo, tamburo agitatore, tamburo grande (con piatti), 3 grancasse, campana da mucca (acuta), 2 campane tubolari, maracas e blocco del tempio (acuto).
II. 3 triangoli (registro centrale), 3 crotalei (centrali), 2 bacinelle (centrali), 2 gong (medio e grande), tamburo piccolo, 2 Tomtom, tamburo agitatore, 3 grancasse, campana da mucca, 6 campane tubolari, maracas e blocco del tempio (centrale).

III. 3 triangoli (registro basso profondo), 1 crotalo (profondo), 2 bacinelle (profonde), gong (grande), 2 tamtam (piccolo e grande), tamburo piccolo, tomtom (profondo), rullante, 3 grancasse, campana da mucca (profonda), 4 campane tubolari, maracas, 3 blocchi del tempio (profondi)

##### Jazz band
- clarinetto in si bemolle
- tromba in si bemolle
- contrabbasso (amplificato elettricamente).

## Analisi musicale
Il preludio è scritto per suonare nel modo più meccanico possibile, con combinazioni dissonanti di strumenti che si scontrano ritmicamente l'uno contro l'altro per rappresentare i movimenti meccanizzati dei soldati sul palco. Come per le opere Wozzeck e Lulu di Alban Berg, le singole scene sono costruite su forme musicali rigorose; strofe, ciaccone, ricercare, toccate, ecc. Musicalmente, l'opera fa ampio uso della tecnica dodecafonica ed è in debito nei confronti del Wozzeck di Berg, come nel nome in comune della protagonista femminile (Marie) e nel numero di scene (15).
Così come Zimmermann permette ai livelli temporali di fluire l'uno nell'altro, fa anche uso di stili musicali di diversi periodi. I ritmi jazz (come nella scena del caffè), i cori di J. S. Bach (dalla Passione di Matteo), una canzone popolare e la sequenza lamentosa di Dies irae sono giustapposti e assemblati in modo da creare una partitura che ribolle di tensione.

## Incisioni
- Bernhard Kontarsky, direttore: Nancy Shade, Mark Munkittrick, Milagro Vargas, Grace Hoffman, Michael Ebbecke, Elsie Maurer, William Cochran, Alois Treml, Gregor Brodocz, Guy Renard, Karl-Friedrich Dürr, Klaus Hirte, Raymond Wolansky, Ursula Koszut, Jerrold van der Schaaf, Johannes Eidloth, Robert Wörle, Helmut Holzapfel; Staatsoper Stuttgart Chorus, Staatsorchester Stuttgart; Harry Kupfer, regista. CD: 1988–1989 (Teldec), WARNER classics 2011,  DVD: 1989 (Arthaus).
- Steven Sloane, direttore; Claudia Barainsky, Claudio Otelli, Frode Olsen, Katharina Peetz, Hanna Schwarz, Kathryn Harries, Andreas Becker, Peter Hoare, Robert Wörle, Jochen Schmeckenbecher, Adrian Clarke, Robert Bork, Michael Smallwood, Christopher Lemmings, Bernhard Berchtold, Helen Field, Adrian Thompson; Bochumer Symphoniker; David Pountney, regista; Robert Innes Hopkins, sceneggiatore; DVD della performance live della produzione che ha debuttato il 5 ottobre 2006 alla RuhrTriennale, allestita alla Jahrhunderthalle, Bochum.[17]
- Michael Gielen, direttore: Edith Gabry, Claudio Nicolai, Anton De Ridder Etc.; Staatsoper Stuttgart Chorus, Gurzenich-Orchester Koeln; CD: 2008 (Wergo).
- Ingo Metzmacher, direttore; Laura Aikin, Alfred Muff, Boaz Daniel, Tanja Ariane Baumgartner, Cornelia Kallisch, Tomasz Konieczny; Vienna Philharmonic; Alvis Hermanis, regista; Blu-ray Unitel 2072584 della performance live della produzione dell'agosto 2012 al Festival di Salisburgo, Salisburgo.
- Kirill Petrenko, direttore:Christoph Stephinger, Barbara Hannigan, Okka Von Der Damerau etc.; Bayerischen Staatsoper Munchen; TV: 2014.